# Чуев, Александр Викторович
Алекса́ндр Ви́кторович Чу́ев (род. 27 августа 1965, Москва) — российский политический и общественный деятель; руководитель Российской христианско-демократической партии (1990—2002), депутат Государственной думы Федерального собрания Российской Федерации III и IV созывов (1999—2007).

## Биография
Родился 27 августа 1965 года в Москве; его отец работал инженером, мать преподавала в педагогическом училище.
В 1972—1982 годах учился в московской средней школе № 527, в 1982—1985 — в Московском энергетическом институте (не окончил). В 1985—1991 годы работал на различных объектах Москвы: в 1985—1986 учебный мастер на кафедре прикладной математики МВТУ им. Н. Э. Баумана, в 1986—1990 — почтальон, уборщик, сезонный рабочий в театре-студии, преподаватель туристического кружка в Московском городском Доме пионеров.
В 1988—1989 годы состоял в партии «Демократический союз» (член центрального совета партии, редактор партийной газеты «Свободное слово»), в 1989—1990 — в Христианско-демократическом союзе России А. И. Огородникова (заместитель председателя партии, член политсовета, редактор газеты «Вестник христианской демократии»).
В 1991—1994 годы — российский координатор Международной академии христианской демократии, с 1994 года — координатор российских программ Международного института Роберта Шумана (Будапешт), постоянный наблюдатель Европейского рабочего Союза христианской демократии (Брюссель).
В 1996 году заочно окончил Московский университет истории культур по специальности «культуролог», в 1997 году — Московскую государственную юридическую академию по специальности «юрист». Кандидат юридических наук.
Соучредитель и член Правления автономной некоммерческой организации «Экспертно-аналитический центр по модернизации и технологическому развитию экономики» (ЭАЦ «Модернизация»). Почётный доктор наук Европейской академии информатизации.
С 2015 по 2017 гг. зам. директора административного департамента МЧС России, зам. начальника административно-правового Управления МЧС России, руководитель юридической службы МЧС России, главный юрист МЧС России
С 2017 года начальник Управления долгосрочного планирования и прогнозирования в лесном хозяйстве, начальник Управления экономики Федерального Агентства лесного хозяйства РФ.

## Семья
- Жена — Марина Юрьевна Чуева (род. 12 декабря 1961). Окончила экономический факультет МГУ, кандидат экономических наук.
  - дочь Екатерина (род. 7 февраля 1990)
  - сын Николай (род. 4 мая 1994)[2][5]

## Политическая деятельность
Был одним из инициаторов создания Российской христианско-демократической партии (РХДП) и её руководителем с момента создания (12 мая 1990) по 2002 год: председатель оргкомитета учредительного съезда (1990—1991), управляющий делами партии и член политсовета (1991—1993), заместитель по печати председателя партии, председатель политсовета партии (с 1993), редактор партийной газеты «Вестник христианской демократии», в 1990—1992 — издатель и редактор партийной газеты «Христианская политика».
В январе 1991 года организовал в Москве акции протеста против действий советской армии в Вильнюсе. В апреле 1991 поддержал идею лидера союза «Молодая Россия» Дмитрия Глинского создать альянс «Независимая Россия» и в том же году вышел из него.
В августе 1991 года подписал, вместе с Г. К. Каспаровым, А. А. Мурашевым, Л. И. Пияшевой, В. И. Селюниным, С. С. Сулакшиным и другими, декларацию о создании Либерального союза, из которого вскоре вышел. В ноябре того же года РХДП стала коллективным членом движения «Демократической России», А. В. Чуев вошел в состав её координационного совета.
В 1993 году был участником Конституционного совещания (как представитель «Демократической России»); высказывался о необходимости созыва Учредительного собрания. В октябре 1993 года РХДП поддержала указ Б. Н. Ельцина. На выборы в Государственную думу 1993 года РХДП выдвигала собственный партийный список (первая тройка — А. В. Чуев, А. Пчелинцев, А. Трипольский), но, не собрав необходимых для регистрации 100 тыс. подписей, выбыла из избирательной кампании.
В феврале 1994 года А. В. Чуев стал членом Общественной палаты при Президенте РФ. На выборах в Государственную думу 1995 года РХДП выступала в составе блока «Межнациональный союз» А. К. Микитаева (А. В. Чуев был в списке блока под № 7), занявшего в итоге последнее 43-е место с результатом 0,06 % (39,6 тыс. голосов).
В 1996 году вошёл в состав Политического консультативного совета при Президенте Российской Федерации (как представитель движения «Реформы — новый курс»), был избран заместителем председателя постоянной палаты по делам общественных объединений и религиозных организаций. Является одним из соавторов программы реформы местного самоуправления «Возрождение местной общины». Одновременно с 1996 года работал консультантом думского комитета по делам национальностей. В мае 1998 года участвовал в создании движения «Союз народовластия и труда» А. И. Николаева (член политсовета движения), но в том же году покинул его из-за несогласия с линией на сотрудничество с Народно-патриотическим союзом.
Осенью 1999 года РХДП вошла в блок «Единство» («Медведь»), А. В. Чуев был избран членом координационного совета и включён в избирательный список по Свердловской области (под № 1). 19 декабря 1999 года по списку блока «Единство» («Медведь») был избран депутатом Государственной думы III созыва; в декабре 2002 вышел из депутатской фракции «Единство», заявив о несогласии с позицией фракции вопросам ввоза ядерного топлива, отмены льгот ветеранам и инвалидам, жилищно-коммунальной реформы. В декабре 2003 года по спискам избирательного блока «Родина» (№ 1 в списке по Средневолжской региональной группе) был переизбран депутатом Государственной думы IV созыва. В обоих созывах являлся заместителем председателя комитета по делам общественных объединений и религиозных организаций. За период 1999—2007 годов внёс 207 законопроектов, из которых в частности были приняты:
- «О внесении изменений в некоторые законодательные акты Российской Федерации» (в части введения комплексной корректировки подходов к правовому регулированию порядка государственной регистрации некоммерческих организаций) — № 18-ФЗ от 22.12.2005[9]
- «О внесении дополнения в Закон Российской Федерации „О средствах массовой информации“» (в части ограничений, связанных с учреждением теле-, видеопрограмм и организаций, осуществляющих телевещание) — № 107-ФЗ от 06.07.2001[10]
- «Об общественном контроле за обеспечением прав человека в местах принудительного содержания и о содействии лицам, находящимся в местах принудительного содержания» — № 76-ФЗ от 21.05.2008[11]

В апреле 2002 года РХДП не прошла государственную перерегистрацию в силу того, что в наименовании партии присутствовало слово «Христианско» что помнению Минюста РФ указывало на ее религиозную принадлежность. В результате РХДП прекратила свое существование преобразовавшись в общероссийскую общественную организацию «Российская Христианско-демократическая перспектива».
С 2004 года — А. В. Чуев — член партии «Родина»; был избран членом политического Совета и Президиума партии.
Непродолжительное время (2008) возглавлял региональное отделение партии «Справедливая Россия» в Ярославской области. Был советником Председателя Совета Федерации Федерального собрания России.
4 марта 2012 года избран муниципальным депутатом района Раменки в Москве. В 2014 году принимал участие в выборах в Мосгордуму от партии «Родина»; выборы проиграл.
До 2017 года состоял в партии «Справедливая Россия», член президиума Центрального совета партии. Осенью 2017 вышел из «Справедливой России».

## Общественная деятельность
С 2002 года состоит членом (координатором) Общественного совета издания «Православная Энциклопедия»; является председателем Попечительского совета Всероссийского православного молодёжного движения, возглавляет центр «Христианское согласие», занимающийся восстановлением и строительством храмов. Член Попечительского совета фонда «Созвездие», организующего одноимённую лотерею.
Неоднократно участвовал во многих рейтинговых телепередачах, в том числе в ток-шоу «Пусть говорят» и телепередаче «К барьеру!» с ведущим Владимиром Соловьёвым. Самыми известными стали его поединки против депутата ГД Валерия Комиссарова, Алексея Митрофанова и гей-активиста Николая Алексеева.
Автор более десяти научных работ; имеет более 200 газетных и журнальных публикаций и интервью по вопросам государственного строительства, местного самоуправления, построения гражданского общества, совершенствования избирательной системы, бюджетно-финансовой сферы, широкого спектра социально-значимых проблем.

### Избранные труды
научные
- Нигматулин Р. И., Чуев А. В., Абрамов М. Д. Модернизация России: проблемы и пути их решения / Авт. некоммерч. орг. «Эксперт.-аналит. Центр по модернизации и технол. развитию экономики» (ЭАЦ «Модернизация»). — М.: Экспертно-аналитический Центр по модернизации и технологическому развитию экономики, 2012. — 541 с.
- Чуев А. В. Ответственность государственных гражданских служащих Российской Федерации по административному праву : автореф. дис. … канд. юрид. наук : спец. 12.00.14 / [Всерос. НИИ МВД России]. — М., 2005. — 27 c.

публицистика
- Чуев А. В. Разговор с инопланетянином : Кн. для тех, кто недоволен своей жизнью / Всерос. духов.-просветит. движение «Ренессанс». — М. : Всерос. духов.-просветит. движение «Ренессанс», 1999. — 192 с.
- А. В. Чуев «Трудная дорога в Рай» фантастический роман, ЛитРес Самиздат Москва, 2020г — 150 с.
- А. В. Чуев «Народная вера Православие», ЛитРес Самиздат, Москва, 2014 г. — 155 с.

## Награды
- медаль «В память 850-летия Москвы»
- медаль Памяти 13 января (10 июня 1992, Литва)[16]
- медаль преподобного Сергия Радонежского I степени (Русская Православная церковь, 2002) — за большой вклад в организацию Съезда православной молодёжи[2][4].

## Комментарии
1. ↑  Ныне — Высшая школа «Среда обучения»[6][7].
2. ↑  В 2002 году Российская христианско-демократическая партия была распущена после отказа Минюста России в её перерегистрации[2].
3. ↑  Дмитрий Юрьевич Глинский-Васильев (р. 1971) — политолог, сын Юнны Мориц.
4. ↑  РХДП прекратила коллективное членство в «Демократической России» в 1993 году, до начала выборов в Государственную думу[4][5].
5. ↑  Общественная палата при Президенте была создана на основе общественной платы Конституционного совещания 1993 года[4].
6. ↑  Программа была удостоена диплома Всероссийского конкурса в 1995 году[2].